# Franco Carraro
Franco Carraro (Padova, 6 dicembre 1939) è un dirigente sportivo, politico ed ex sciatore nautico italiano.
È stato per tre volte ministro della Repubblica Italiana. Dal 1989 al 1993 è stato sindaco di Roma. È stato il 24º, 26º e 31º presidente della FIGC e dal 1978 al 1987 presidente del CONI. Dal 1982 è membro del Comitato Olimpico Internazionale.

## Carriera sportiva
Diviene campione europeo di sci nautico negli anni 1958, 1959 e 1960.

### I primi ruoli dirigenziali
La sua carriera di dirigente sportivo ha inizio nel 1962 quando divenne presidente della Federazione Italiana Sci Nautico (FISN), carica che manterrà fino al 1976. Sarà anche presidente della Commissione tecnica dell' "unione mondiale dello sci nautico" dal 1963 al 1967 e presidente dello stesso ente dal 1967 al 1973.
La sua notorietà a livello nazionale crebbe notevolmente nel 1967, quando, alla morte del padre Luigi Carraro, entrò nel calcio e divenne commissario e poi presidente del Milan, carica che terrà fino al 1971. Detiene tuttora il record di presidente più giovane ad aver vinto la Coppa dei Campioni/UEFA Champions League a 29 anni e 143 giorni.

### Carraro divieneil poltronissimo
In seguito, divenne una delle principali personalità della Federazione Italiana Giuoco Calcio (FIGC) e del Comitato olimpico nazionale italiano (CONI), ricoprendo numerosi incarichi dirigenziali, che gli valgono il soprannome di poltronissimo:
- dal 1966 al 1968 membro del Consiglio direttivo della Lega nazionale professionisti[4]
- dal 1968 al 1972 Consigliere federale[4]
- nel 1971 presidente della Commissione per i rapporti fra la FIGC ed il sindacato calciatori[4]
- dal 1971 al 1973 presidente del Settore Tecnico[4]
- dal febbraio 1973 vicepresidente della FIGC[5]
- dal 1973 al giugno 1976 presidente della Lega nazionale professionisti[4]
- dal 1º agosto 1976 al maggio 1978 presidente della FIGC;[5]
- dal luglio 1977 al maggio 1978 commissario straordinario della Lega calcio
- dal 1978 al 1987 presidente del CONI
- dal 9 luglio 1986 al 29 luglio 1987 commissario straordinario della FIGC[5]
- dal 1993 al 1997 presidente della Fondazione Giulio Onesti-Accademia Olimpica Italiana[6]
- dal 21 febbraio 1997 al 28 dicembre 2001 presidente della Lega nazionale professionisti
- dal 28 dicembre 2001 all'8 maggio 2006 presidente della FIGC[5]
- dal 2004 al 2009[7] membro del comitato esecutivo dell'UEFA.

## Controversie

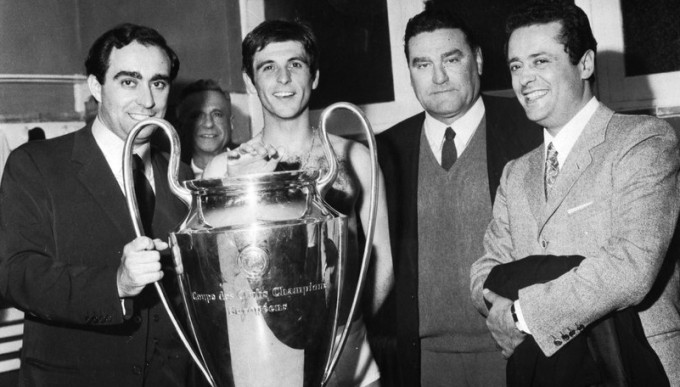
Franco Carraro sorregge con Gianni Rivera la Coppa dei Campioni 1968-1969, in presenza di Nereo Rocco e Federico Sordillo

La figura di Franco Carraro è legata a molti aspetti controversi, a causa del suo doppio ruolo di banchiere e dirigente sportivo, per il fatto di essere molto vicino ai gruppi bancari che controllano alcune società calcistiche, come ad esempio Capitalia (che, mediante Italpetroli controllava la Roma, ed era anche creditrice del Parma) e MedioCredito Centrale, di cui è stato presidente fino al 2011. Mediocredito, società del Gruppo Capitalia, è stata uno dei maggiori azionisti di alcune società di Serie A e B, come Roma, Napoli, Perugia e Lazio, consentendo al club biancoceleste di iscriversi al campionato 2002-2003 nonostante un debito di 110 milioni di euro: al mattino Carraro, nelle vesti di presidente di Mediocredito, garantì la ricapitalizzazione, mentre la sera stessa, nelle vesti di presidente federale, ne certificò l'iscrizione.
L'avvocato tributarista Victor Uckmar affermò che la situazione finanziaria del calcio italiano, durante la gestione Carraro, era peggiorata; Carraro in un primo momento lo smentì, affermando che il calcio italiano non era messo malissimo, salvo poi affermare che molte società sarebbero dovute fallire, ma che non era il caso di prendere provvedimenti per le eventuali reazioni degli ultrà.
A tale proposito Carraro fu contestato dagli ultrà della Fiorentina, per il presunto diverso trattamento riservato alla squadra dei viola rispetto alla Lazio nel 2002 e alla Roma nel 2003.
Carraro è stato indagato per minacce a corpi giudiziari dello Stato su denuncia dei TAR di Catania, e per abuso di ufficio a Roma, ma entrambe le inchieste sono terminate a suo favore con il proscioglimento.

### Le dimissioni
In data 8 maggio 2006, con il delinearsi dello scandalo del calcio italiano del 2006, Carraro si è dimesso da presidente della FIGC con una lettera nella quale, tra l'altro, afferma:
Di fronte ad una vicenda grave e dolorosa come quella che scaturisce dal materiale inviatoci dalla Procura di Torino e di fronte agli sviluppi che potrebbero esserci dalle indagini in corso da parte delle Procure di Roma e di Napoli, non penso che il mondo del calcio possa permettersi che da parte di alcuni addetti ai lavori e da alcuni rappresentanti dell'opinione pubblica si discuta sull'opportunità che il Presidente Federale continui a esercitare le sue funzioni.
Gli impegni della Federazione nei prossimi giorni e nei prossimi mesi sono tali e tanti che necessitano un vertice federale nel pieno delle proprie funzioni e concentrato sugli stessi»
(Franco Carraro)
Coinvolto nello scandalo, in quanto venne intercettato mentre parlava con il designatore arbitrale Paolo Bergamo, pregandogli di non sfavorire a livello arbitrale la Lazio, fu squalificato per 4 anni e 6 mesi nella sentenza della CAF (primo grado), per poi essere multato di 80000 € nella sentenza della Corte federale.
A livello penale il 29 maggio 2009 è stato prosciolto dall'accusa di frode sportiva.

### UEFA
Ha ricoperto dal 2004 al 2009 il ruolo di membro del consiglio esecutivo dell'UEFA. Questo ruolo era particolarmente strategico per la candidatura italiana all'organizzazione dell'europeo; in seguito alla mancata assegnazione dell'europeo 2012 (assegnato a Polonia e Ucraina) all'Italia, Carraro è stato nuovamente contestato da alcune persone che lo accusavano di non aver fatto tutto il possibile o addirittura di aver complottato per non far ottenere il torneo all'Italia. In risposta a ciò, ha rimesso il suo mandato nelle mani di Giancarlo Abete, il quale lo ha convinto, però, a non dimettersi.

### La FISI
Nel 2009 è eletto presidente per un quadriennio della "Fondazione Onesti Accademia Nazionale Olimpica" e confermato nel 2013.
Nel 2011 viene nominato dalla giunta del CONI nuovo commissario della Federazione italiana sport invernali..

### Altri incarichi
È Presidente del Consiglio Direttivo della Divisione calcio paralimpico e sperimentale della FIGC.

## Carriera politica

### Ministro del turismo e dello spettacolo
Mentre era presidente della FIGC Franco Carraro nel luglio 1987 è nominato Ministro del turismo e dello spettacolo con delega allo sport e lo resta fino al febbraio 1990 nei governi Goria, De Mita e Andreotti VI (dove fu sostituito da Carlo Tognoli). La sua nomina fu una conseguenza dell'imminenza del Campionato mondiale di calcio 1990, anche se non fu Carraro a tagliare i nastri dei nuovi impianti sportivi.

### Sindaco di Roma

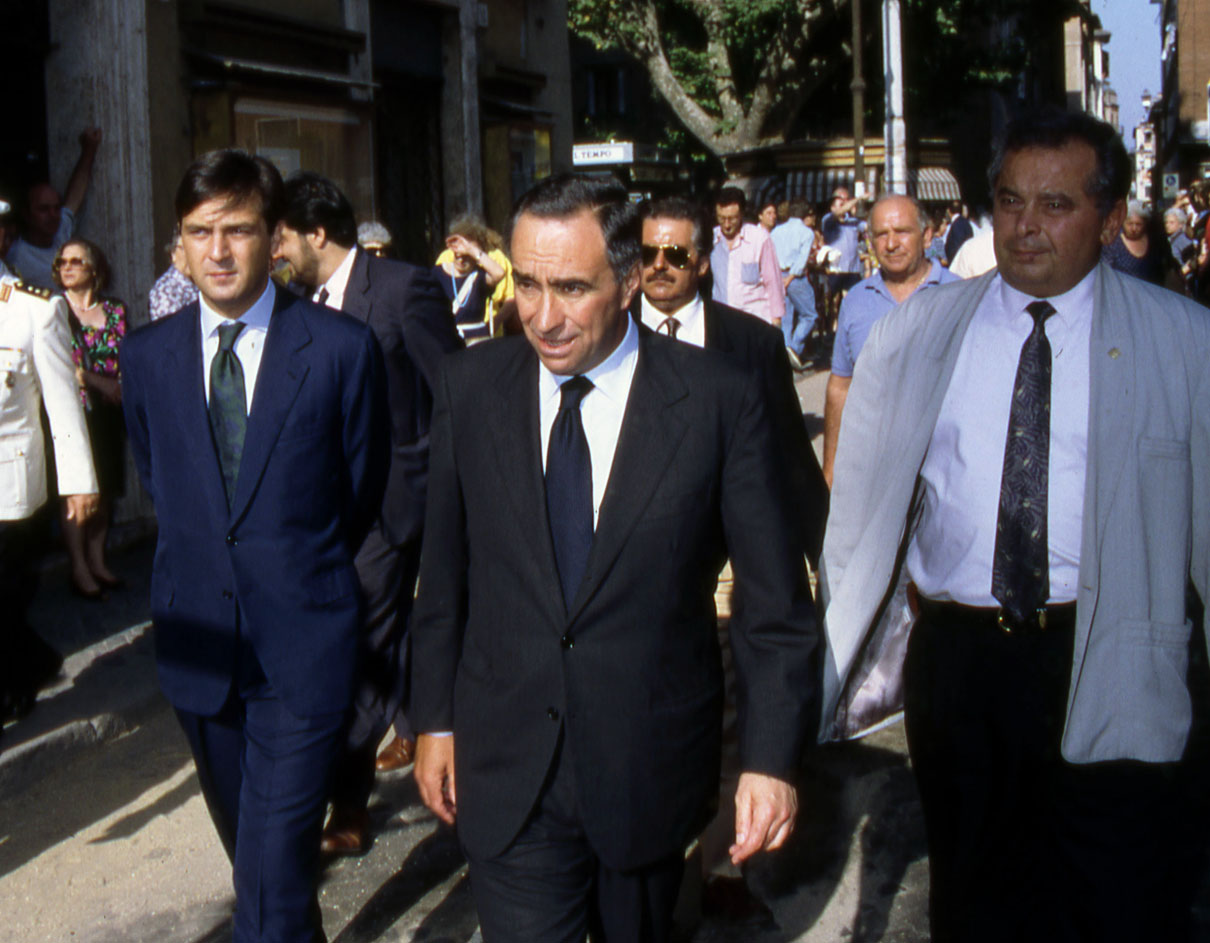
Il sindaco di Roma Franco Carraro a Trastevere per la Festa de Noantri 1992

All'inizio del 1989, il segretario del PSI Bettino Craxi e quello della DC Arnaldo Forlani strinsero un accordo (il "patto del camper"), che prevedeva, tra l'altro, che il sindaco di Roma sarebbe toccato ad un socialista. E infatti, alle elezioni amministrative dell'ottobre di quell'anno Carraro è praticamente il candidato in pectore allo scranno più alto del Campidoglio ed il mese successivo è eletto sindaco senza difficoltà dal consiglio comunale di Roma.
Dal novembre 1989 all'aprile 1993 guida tre giunte: la prima di pentapartito, la seconda, sconvolta dalle incriminazioni dei suoi assessori, era allargata agli indipendenti (il cosiddetto "ottovolante") e la terza, durata solo 24 ore a causa delle dimissioni della quasi totalità dei consiglieri comunali, era composta dai soli laici senza la partecipazione della Democrazia Cristiana.
La seconda giunta Carraro, infatti, si trovò nell'impossibilità di operare a causa dei continui arresti e incriminazioni dei suoi assessori. Di qui il tentativo di costituire una giunta formata da personalità che fino a quel momento non fossero mai state implicate nell'amministrazione cittadina. Tuttavia, le dimissioni della quasi totalità dei consiglieri comunali dell'opposizione comportarono la conseguenza dello scioglimento dell'assemblea capitolina, con la nomina di un commissario prefettizio.

### Senatore della Repubblica
Vent'anni dopo il suo ultimo incarico politico, alle elezioni politiche del 2013 viene eletto al Senato della Repubblica, nelle liste del Popolo della Libertà nella circoscrizione Emilia-Romagna.
È stato Vicepresidente della commissione Finanze e tesoro di Palazzo Madama.
Il 16 novembre 2013, con la sospensione delle attività del Popolo della Libertà, aderisce a Forza Italia.
Il 24 gennaio 2014 Berlusconi lo nomina responsabile per lo sport di Forza Italia.
Non è più ricandidato alle elezioni politiche del 2018, in quanto escluso dalle liste di Forza Italia.

## Manager

### Da Impregilo a Mediocredito
Passate le consegne al commissario, Carraro decise di abbandonare la politica attiva e di rivolgere la sua attenzione ad altri campi, dedicandosi in particolare al management di banche ed imprese. Dal 1994 al 1999 è presidente del colosso Impregilo e ne è direttore fino al 2002. Dal 1995 al 2000 è presidente anche di Venezia Nuova Consortium. Tra il 1999 ed il 2000, è vicepresidente di Mediocredito Centrale (la merchant bank di Capitalia), di cui è presidente dall'aprile del 2000. 
Nel novembre 2000 è presidente di IPSE 2000, aggiudicataria della licenza per i telefonini Umts, fino al febbraio 2001, restando in CDA.
Nel 2002 entra anche nel CDA di Capitalia. È presidente di Mediocredito Centrale fino al 2011; resta successivamente nel CDA fino alla nomina a senatore del 2013.
Nel 2006 è nominato presidente del CDA di "Costa Smeralda Holding". La società è acquisita nel 2012 dall'emiro del Qatar, che lo lascia in carica.
Nel 2011 il ministro dei beni culturali Giancarlo Galan lo designa consigliere di amministrazione del Teatro dell'Opera di Roma.

### La villa "Bosco Parrasio" al Gianicolo
La villa "Bosco Parrasio" in via Garibaldi sulle pendici del Gianicolo è la sede dell'Accademia dell'Arcadia: nel 1973 l'Arcadia affittò la villa a Susanna Agnelli che nel 1978 girò il contratto a Carraro. Secondo i giornali, nel 1993 il canone era fermo a un milione e ottocentomila lire. Al "Corriere della Sera" Carraro ha replicato:
Il contratto è stato rinnovato. Carraro ha l'obbligo di sostenere le spese di restauro della villa.

## Carraro nei media
(Franco Rossi, giornalista sportivo)

Franco Carraro è il protagonista del testo di una canzone della band ska romana Banda Bassotti nella canzone Carraro sindaco (contenuta nel primo disco del gruppo: Figli della stessa rabbia), il cui testo viene utilizzato come critica contro l'ex presidente della FIGC per il modo in cui gestisce la città di Roma: 
Il testo critica Carraro anche per il possesso di numerose case donate anche ai suoi "buoi":